# 5614 Яковлєв
5614 Яковлєв (5614 Yakovlev) — астероїд головного поясу, відкритий 11 листопада 1979 року.
Тіссеранів параметр щодо Юпітера — 3,206.